# ルッカ公国

ルッカ公国
Ducato di Lucca (イタリア語)

ルッカ公国の位置

ルッカ公国（ルッカこうこく、イタリア語: Ducato di Lucca）は、19世紀前半にイタリア中部にあった国家である。現在のトスカーナ地方の一部にあたり、ルッカを首都とした。
1815年のウィーン会議の決定により建国されたが、トスカーナ大公国に併合された。

## 歴史
ルッカ公国は、1815年のウィーン会議の決定により、かつてのルッカ共和国の故地に成立した。会議では、カルロ・ルドヴィーコ・ディ・ボルボーネが領主に、その母のマリーア・ルイーザ・ディ・ボルボーネが摂政として指名された。カルロ・ルドヴィーコはパルマ公国のブルボン家（ブルボン＝パルマ家）出身である。ウィーン会議では、パルマ公国がマリア・ルイーザ（ナポレオンの元皇后）に与えられたため、その代替としてルッカが与えられたのであった。
この公国は、最初から短命が約束された国家であった。会議の決定には「公国はカルロ・ルドヴィーコ・ディ・ボルボーネの死まで存続し、その後はトスカーナ大公国に併合される」との条項があったためである。
マリーア・ルイーザ・ディ・ボルボーネが1824年に亡くなり、その息子はカルロ1世の名とともに完全に主権を引き継いだ。まずは、幹線道路とさまざまな土地の改良を土台とした政策に着手した。
バーニ・ディ・ルッカという土地を温泉の中心だけではなく、貴族政治と全ヨーロッパの中産階級の再発見の様に発展させるすべを模索した。特にこの時期はヨーロッパで最初のカジノであるカジノ・ディ・ルッカが生まれた。これらの発展のために必要とされた巨大な財源が原因で破綻した。
1847年12月、パルマ女公マリア・ルイーザが没すると、カルロ・ルドヴィーゴは父祖の地であるパルマ公国を継承し、パルマ公カルロ2世となった。これとともにルッカ公の地位を失い、ルッカ公国はトスカーナ大公国に編入された。